# Linh dương Kudu lớn
Linh dương Kudu lớn (danh pháp hai phần: Tragelaphus strepsiceros, tiếng Anh: Greater kudu) là một loài động vật trong họ Trâu bò được tìm thấy khắp đông và nam châu Phi. Dù có dải phân bố rộng nhưng do môi trường sống suy giảm, nạn phá rừng và săn bắn, chúng có số lượng thưa thớt ở phần lớn các khu vực. Phạm vi của Linh dương Kudu lớn kéo dài từ phía đông ở Ethiopia, Tanzania, Eritrea và Kenya, về phía nam nơi chúng được tìm thấy ở Zambia, Angola, Namibia, Botswana, Zimbabwe và Nam Phi. Chúng cũng đã được nhập nội với số lượng nhỏ vào New Mexico. Môi trường sống của chúng bao gồm thảo nguyên cây bụi, sườn đồi đá, lòng sông khô. Sừng của loài linh dương này được người Do Thái sử dụng để làm Shofars, một loại sừng nghi lễ của người Do Thái thổi tại Rosh Hashanah.